# Plaine de Grippon
Plaine de Grippon är en slätt i Guadeloupe (Frankrike). Den ligger i den nordöstra delen av Guadeloupe, 50 km nordost om huvudstaden Basse-Terre.